# Mesosemia araeostyla
Mesosemia araeostyla is een vlindersoort uit de familie van de prachtvlinders (Riodinidae), onderfamilie Riodininae.
Mesosemia araeostyla werd in 1915 beschreven door Stichel.